# Jason Lannister
Jason Lannister szereplő George R. R. Martin amerikai író A tűz és jég dala című fantasy regénysorozatában, illetve annak televíziós adaptációjában, a Sárkányok házában.
Kaszter Hegy Ura, Nyugat őrzője, Lannisrév Védelmezője volt I. Viserys és II. Aegon Targaryen királyok uralkodása alatt. Tyland Lannister idősebb ikertestvére. A Sárkányok háza televíziós sorozatban Jefferson Hall alakítja. A sorozat magyar nyelvű változatában a szereplő állandó szinkronhangja Papp Dániel.

## Története a könyvekben

### Karakterleírás
Aranyhajú és jóképű volt, akárcsak Tyland. Feleségül vette Johanna Westerlinget, akitől öt lány és egy fiú gyermeke született. Több fattyú lánya is volt.

### A Sárkányok tánca
H. u. 112-ben rengeteg férfi a hódolatát fejezte ki Rhaenyra Targaryen hercegnőnek, egy Kaszter Hegyen tartott lakoma során ikertestvérével sikertelenül próbálkoztak megkérni a hercegnő kezét.
H. u. 129-ben a Sárkányok tánca kezdetén II. Aegon király pénzmesternek nevezte ki testvérét, ezért a zöldek oldalán szállt be a háborúba. A trónhoz fűződő jó kapcsolata és kedvező udvari pozíciója Tyland révén biztosítva volt. Ezer lovagból és hétezer íjászból meg gyalogosból álló hadat gyűjtött össze a folyóvidék ellen.
Aemond Targaryen herceg megkérte Jasont, hogy segítsen megtámadni Daemon herceget, valamint megbünteti a lázadó folyami urakat. Ser Criston Cole Királyvárból, míg Jason nyugatról indult meg teljes erejével a Vörös-ág és a folyóvidék irányába. A Vörös-ágnál Petyr Piperrel és Tristan Vance-szel találta szemben magát. Hiába volt a Lannister sereg túlerőben, a folyóvidéki urak jól ismerték a vidéket. Háromszor próbáltak meg átkelni, és három alkalommal verték vissza őket. A harmadik próbálkozásuk során egy fegyverhordozó, Hosszúlombi Pate halálos sebet ejtett Jason nagyúron. A negyedik Lannister-roham bevette a gázlót Ser Adrian Tarbeck parancsnoksága alatt. A csata közben a haldokló Jason és zászlóhordozói nem tudták, hogy a vas-szigeteki flotta rajta ütött Lannisrév partjain Dalton Greyjoy vezetésével.
Fia, Loreon követte őt Kaszter Hegy Ura, Nyugat őrzője és Lannisrév Védelmezőjeként. Hosszúlombi Pate-t Petyr Piper lovaggá ütötte, miután megölte Jason nagyúrat, és Oroszlánölőnek nevezte el. Jason özvegye, Lady Johanna Lannister megvédte a nyugati vidéket a Vörös Krakentől, bár Lannisrévet kifosztották és Jason kedvenc szeretőjével és fattyú lányaival együtt hagyták el a várost.

## A szereplő története a sorozatban

### Első évad
Részt vett a királyi vadászaton, amit Aegon herceg második születésnapjának tiszteletére rendeztek. Házassági ajánlatot tett Rhaenyra hercegnőnek, aki visszautasította. I. Viserys Targaryen király az ő tőle kapott lándzsával ölte meg a szarvast a vadászaton. Jason megkérdőjelezi az utódlást, de Viserys emlékezteti őt, hogy kötelessége tájékoztatni őt minden ellene irányuló "lázadásról". Testvérével Tylanddel később Lord Hobert Hightower mellett ülnek, amikor szemtanúi, hogy a véres Rhaenyra visszatér a táborba. Részt vett Rhaenyra és Ser Laenor Velaryon esküvőjén, és megkérdezi, hol van Alicent Hightower királynő. Viserys közli vele, hogy még mindig készülődik, azzal tréfálkozik, hogy a férfiak háborúznak, mert a nők nem érnének időben a csatába. Rhaenyra elmondja Jasonnak, hogy a jelenlétét mindig nagyra értékeli. Amikor a Sárkányok tánca elkezdődik, Daemon herceg azt mondja, hogy a feketék nem számíthatnak a Lannisterek támogatására, mivel Tyland a Zöld Tanácsban ül.